# Brogliano
Brogliano is een gemeente in de Italiaanse provincie Vicenza (regio Veneto) en telt 3235 inwoners (31-12-2004). De oppervlakte bedraagt 12,3 km², de bevolkingsdichtheid is 263 inwoners per km².
De volgende frazioni maakt deel uit van de gemeente: Quargnenta.

## Demografie
Brogliano telt ongeveer 1221 huishoudens. Het aantal inwoners steeg in de periode 1991-2001 met 24,7% volgens cijfers uit de tienjaarlijkse volkstellingen van ISTAT.
| Jaar | Inwoneraantal |
| ---- | ------------- |
| 1991 | 2356          |
| 2001 | 2937          |

## Geografie
De gemeente ligt op ongeveer 172 m boven zeeniveau.
Brogliano grenst aan de volgende gemeenten: Altissimo, Castelgomberto, Cornedo Vicentino, Nogarole Vicentino, Trissino, Valdagno.